# La Vale (Maryland)
La Vale es un lugar designado por el censo ubicado en el condado de Allegany en el estado estadounidense de Maryland. En el año 2010 tenía una población de 3551 habitantes y una densidad poblacional de 169,1 personas por km².

## Geografía
La Vale se encuentra ubicado en las coordenadas 
39°39′17″N 78°48′16″O / 39.65472, -78.80444.

## Demografía
Según la Oficina del Censo en 2000 los ingresos medios por hogar en la localidad eran de $53.164 y los ingresos medios por familia eran $72.311. Los hombres tenían unos ingresos medios de $51.178 frente a los $31.731 para las mujeres. La renta per cápita para la localidad era de $26.012. Alrededor del 6.7% de la población estaba por debajo del umbral de pobreza.